# Miss Universe 2008
Miss Universe 2008 – 57. wybory Miss Universe. Gala finałowa odbyła się 14 lipca 2008 w Crown Convention Center w Nha Trang, Wietnam. Miss Universe została reprezentantka Wenezueli Dayana Mendoza.

## Rezultaty
| Tytuł              | Laureatka |
| ------------------ | --- |
| Miss Universe 2008 | Wenezuela – Dayana Mendoza |
| I Wicemiss         | Kolumbia – Taliana Vargas |
| II Wicemiss        | Dominikana – Marianne Cruz |
| III Wicemiss       | Rosja – Wiera Krasowa |
| IV Wicemiss        | Meksyk – Elisa Nájera |
| Top 10             | Australia – Laura Dundovic · Hiszpania – Claudia Moro · Kosowo – Zana Krasniqi · Stany Zjednoczone – Crystle Stewart · Włochy – Claudia Ferraris |
| Top 15             | Czechy – Eliška Bučková · Japonia – Hiroko Mima · Południowa Afryka – Tansey Coetzee · Węgry – Jázmin Dammak · Wietnam – Nguyễn Thùy Lâm         |

## Nagrody specjalne
| Tytuł                      | Laureatka                     |
| -------------------------- | ----------------------------- |
| Miss Koleżeńskości         | Salwador – Rebeca Moreno      |
| Najlepszy kostium narodowy | Tajlandia – Gavintra Photijak |